# Ильина, Надежда Леонидовна (спортсменка)
Наде́жда Леони́довна Ильина́ (урожд. Коле́сникова; 24 января 1949 года, Зеленокумск, Ставропольский край — 7 декабря 2013, Московская область) — советская легкоатлетка, спринтер, бронзовый призёр Олимпийских игр 1976 года в эстафете 4×400 метров, рекордсменка СССР (1972—1977 годы) в беге на 400 метров. Мать российской теннисистки Надежды Петровой.
10 марта 1974 года в Гётеборге установила мировой рекорд в беге на 400 метров в залах — 52,44 с. На Олимпийских играх 1976 года в Монреале вместе с Интой Климовича, Людмилой Аксёновой и Натальей Соколовой завоевала бронзовую медаль в эстафете 4х400 метров.
Погибла в автокатастрофе 7 декабря 2013 года.

## Результаты
Лучшие результаты по годам и место в списке мирового сезона
| Год   | 1970   | 1971 | 1972 | 1973 | 1974  | 1975  |
| ----- | ------ | ---- | ---- | ---- | ----- | ----- |
| 400 м |        | 53,3 | 52,3 | 51,5 | 51,22 | 51,19 |
| Место |        | 19   | 20   | 3    | 7     | 14    |
| 800 м | 2.04,1 |      |      |      |       |       |
| Место | 19     |      |      |      |       |       |